# Книга Вихід
Кни́га Ви́хід (від дав.-гр. Ἔξοδος та лат. Exodus), Шмот (івр. שמות — імена) — друга частина П'ятикнижжя Мойсея. Книга описує період часу від початку поневолення євреїв у Єгипті фараоном до першого місяця другого року по виходу їх з Єгипту (Вих. 40:17), усього близько 210 років.

## Зміст книги
Події:
Головним героєм виступає сам Мойсей. Розповідається про народження Мойсея, початок служіння Богу. Розповідається про вихід з Єгипту та про події, що призвели до цього. Бог наслав на корінних жителів Єгипту десять Єгипетських кар:
- перетворення води у річках на кров;
- нашестя жаб;
- нашестя вошей;
- нашестя мух;
- грозу та град;
- нашестя сарани;
- три дні темряви;
- смерть кожного первістка з корінного населення Єгипту.

Під час подій книги Вихід Бог також передав Мойсею кам'яні скрижалі з Десятьма заповідями на горі Синай.

## Сутність змісту
У книзі Вихід явно зображено непрохідне провалля поміж святим Богом і грішною людиною. Наближення до Бога, можливе хіба що через пролиття священиком крові чистої тварини — як прообраз того, що спілкування з Богом можливе. В той же час старозаповітне жертвопринесення не могло стати виправданням грішника, «бо неможливо, щоб кров телят і козлів знищувала гріхи» (Євр. 10:4). Мандрування ізраїльтян пустелею слугує прообразом життя віруючих серед пустель цього світу, котрий виповнений різними спокусами і небезпеками.
Існують сучасні версії тих подій, зокрема у частині «Moses: Death Chase» Battles BC, з погляду військової практики, наочно розтлумачено ймовірність подій здобуття євреями своєї «Батьківщини» — з застосуванням хитрощів, підступу та зради своїх союзників мідян — котрі згодом стали підставами для релігійних писань.